# Silvana Amati
Silvana Amati (Senigallia, 31 agosto 1947) è un'ex politica italiana.

## Biografia
Esperta in microscopia elettronica, laureata in scienze naturali all'Università di Bologna e in scienze biologiche all'Università degli Studi di Urbino "Carlo Bo", è stata docente di istologia all'Università Politecnica delle Marche.

### Consigliera regionale
Nel 1990, insieme alla Commissione pari opportunità della Regione Marche e alla Presidenza della Giunta regionale, come assessore alla cultura nel consiglio comunale di Senigallia ha organizzato gli incontri del Convegno nazionale Quando lo Stato è Donna
Eletta consigliera regionale con il PDS, dal 1995 al 2000 è stata la prima donna a presiedere il Consiglio regionale delle Marche. Nel corso del suo mandato si sono svolti i lavori per la riforma dello Statuto e della legge elettorale regionale ed è stata coordinatrice nazionale delle Commissioni di riforma degli Statuti regionali.
È stata vicepresidente del Coordinamento nazionale degli enti locali per la pace e i diritti umani e membro dell'esecutivo dei Comitati Dossetti per la difesa della Costituzione.
Segretario della federazione di Ancona dei Democratici di Sinistra (DS) dal 2001 al 2006, nel 2005, come membro della segretaria nazionale dei DS sotto Piero Fassino, si è occupata della formazione politica ed è stata Responsabile per gli enti locali.
Nel 2007 partecipa all'Assemblea Costituente del Partito Democratico (PD) e, successivamente, alla Commissione incaricata dell'elaborazione di uno Statuto, dal 2008 è membro della Direzione Nazionale del Partito e dal 2011 è coordinatrice nazionale per la salute e la tutela degli animali del PD.

### Elezione a senatrice
Alle elezioni politiche del 2006 viene candidata al Senato della Repubblica, tra le liste dell'Ulivo (lista che univa i DS con La Margherita di Francesco Rutelli) nella circoscrizione Marche, dove viene eletta per la prima volta senatrice. Nel corso della XV legislatura è stata componente della 1ª Commissione Affari Costituzionali del Senato, della 14ª Commissione Politiche dell'Unione europea del Senato e della Commissione parlamentare per le questioni regionali.
Dopo la caduta del governo Prodi nel 2008 viene ricandidata alle elezioni politiche, ed è stata confermata senatrice per il Partito Democratico, partecipa alla 4ª Commissione Difesa, alla Commissione straordinaria per la tutela e la promozione dei diritti umani, e viene eletta Segretario del Senato della Repubblica per il PD nella XVI legislatura.
Nel dicembre 2012 è stata la più votata fra le donne nella provincia di Ancona per le primarie “Parlamentarie” indette dal PD per la scelta dei candidati alle successive elezioni politiche del 24 e 25 febbraio. Alle elezioni politiche del 2013 viene riconfermata senatrice per il Partito Democratico e il 21 marzo 2013 viene riconfermata alla carica di Segretario del Senato della Repubblica per il PD nella XVII legislatura.
Non viene più ricandidata alle elezioni politiche del 2018, in quanto esclusa dalle liste del Partito Democratico. Successivamente il 13 aprile partecipa al Towanda Day delle donne del PD nel Teatro de' Servi a Roma, come l'urlo di cambiamento del film Pomodori verdi fritti alla fermata del treno, per denunciare la sotto-rappresentanza femminile fra i nuovi parlamentari del PD.

## Attività legislativa

### Diritti umani
Ha presentato come prima firmataria disegni di legge sui diritti degli immigrati in Italia, contro la discriminazione delle donne nella pubblicità e nei media, gli infortuni sul lavoro e le malattie professionali, per il contrasto alla produzione delle mine antiuomo e delle bombe a grappolo, e per il contrasto e la repressione dei crimini di guerra, contro l'umanità e di genocidio, che stava per concludere l'iter legislativo durante il governo Monti, di cui la senatrice Rita Levi Montalcini ne fu la terza firmataria.

### Tutela e promozione della salute e del benessere degli animali
È prima firmataria dei disegni di legge sulla ridefinizione dei limiti alla vivisezione e alla sperimentazione animale, la tutela degli animali d'affezione e la prevenzione del randagismo e il divieto dell'allevamento e cattura per la produzione di pellicce.